# EHC St. Moritz
EHC St. Moritz (celým názvem: Eishockeyclub St. Moritz) je švýcarský klub ledního hokeje, který sídlí ve Svatém Mořici v kantonu Graubünden. Založen byl v roce 1918. Švýcarským mistrem se stal celkem třikrát, poslední titul získal Svatý Mořic v sezóně 1927/28. Poslední účast v nejvyšší soutěži je datováno k sezóně 1954/55. Od sezóny 2017/18 působí ve 2. lize, páté švýcarské nejvyšší soutěži ledního hokeje. Klubové barvy jsou žlutá a modrá.
Své domácí zápasy odehrává v Eisareně Ludains s kapacitou 800 diváků.

## Získané trofeje
- Championnat / National League A ( 3× )
  - 1921/22, 1922/23, 1927/28

## Přehled ligové účasti
Zdroj:
- 1921–1924: Championnat National (1. ligová úroveň ve Švýcarsku)
- 1926–1928: Championnat National (1. ligová úroveň ve Švýcarsku)
- 1933–1937: Championnat National (1. ligová úroveň ve Švýcarsku)
- 1937–1939: National League A (1. ligová úroveň ve Švýcarsku)
- 1950–1954: National League B (2. ligová úroveň ve Švýcarsku)
- 1954–1955: National League A (1. ligová úroveň ve Švýcarsku)
- 1955–1956: National League B Ost (2. ligová úroveň ve Švýcarsku)
- 1958–1960: National League B Ost (2. ligová úroveň ve Švýcarsku)
- 1965–1966: 1. Liga (3. ligová úroveň ve Švýcarsku)
- 1966–1967: National League B Ost (2. ligová úroveň ve Švýcarsku)
- 1967–1968: 1. Liga (3. ligová úroveň ve Švýcarsku)
- 1968–1970: National League B Ost (2. ligová úroveň ve Švýcarsku)
- 1984–1987: 1. Liga (3. ligová úroveň ve Švýcarsku)
- 1988–1989: 1. Liga (3. ligová úroveň ve Švýcarsku)
- 1991–1994: 1. Liga (3. ligová úroveň ve Švýcarsku)
- 1996–1999: 1. Liga (3. ligová úroveň ve Švýcarsku)
- 1999–2003: 2. Liga (4. ligová úroveň ve Švýcarsku)
- 2003–2007: 1. Liga (3. ligová úroveň ve Švýcarsku)
- 2007–2017: 2. Liga (4. ligová úroveň ve Švýcarsku)
- 2017– : 2. Liga (5. ligová úroveň ve Švýcarsku)